# 15448 Siegwarth
15448 Siegwarth este un asteroid din centura principală de asteroizi.

## Descriere
15448 Siegwarth este un asteroid din centura principală de asteroizi. A fost descoperit pe 10 decembrie 1998 la Kitt Peak National Observatory în cadrul proiectului Spacewatch. Asteroidul prezintă o orbită caracterizată de o semiaxă mare de 2,67 ua, o excentricitate de 0,02 și o înclinație de 2,5° în raport cu ecliptica.